# Uniwersytet Karoliny Północnej w Chapel Hill
Uniwersytet Karoliny Północnej w Chapel Hill (ang. University of North Carolina at Chapel Hill) – najstarszy z 17 uniwersytetów wchodzących w skład Uniwersytetu Karoliny Północnej, znajdujący się w mieście Chapel Hill. Jest drugim co do wielkości uniwersytetem w stanie Karolina Północna (po Uniwersytecie Stanu Karolina Północna).
Uniwersytet był w pierwszej ósemce uniwersytetów Public Ivy. Według U.S. News & World Report w 2015 uniwersytet zajmował 5. miejsce na liście najlepszych publicznych kolegiów i uniwersytetów w Stanach Zjednoczonych.

## Historia
Uczelnia została założona w 1789. Kamień węgielny położono 12 października 1793 i pierwszych studentów przyjęto w 1795. Pretenduje do miana najstarszego amerykańskiego uniwersytet publiczny (obok Uniwersytetu Georgii i Kolegium Wilhelma i Marii).

## William Richardson Davie
Za założyciela uniwersytetu uważany jest William Richardson Davie, dziesiąty gubernator Karoliny Północnej w latach 1798 do 1799. Był członkiem Partii Federalistycznej oraz jednym z ojców założycieli Stanów Zjednoczonych. W 1811 otrzymał tytuł doktora honoris causa oraz tytuł „Ojca Uniwersytetu”. Portret Daviego wisi w salach Dialectic Society, najstarszego uczelnianego związku studenckiego. Na terenie uniwersytetu znajduje się tulipanowiec nazwany, na cześć założyciela, „Davie Poplar”. Legenda mówi, że do tego drzewa przywiązywał on swojego konia w latach dziewięćdziesiątych XVIII wieku.